# فیلیپ لورن
فیلیپ لورن (انگلیسی: Philippe, Chevalier de Lorraine؛ ۱۶۴۳ – ۸ دسامبر ۱۷۰۲) آریستوکرات اهل فرانسه و معشوق فیلیپ یکم، دوک اورلئان برادر لوئی چهاردهم بود.